# Kompot

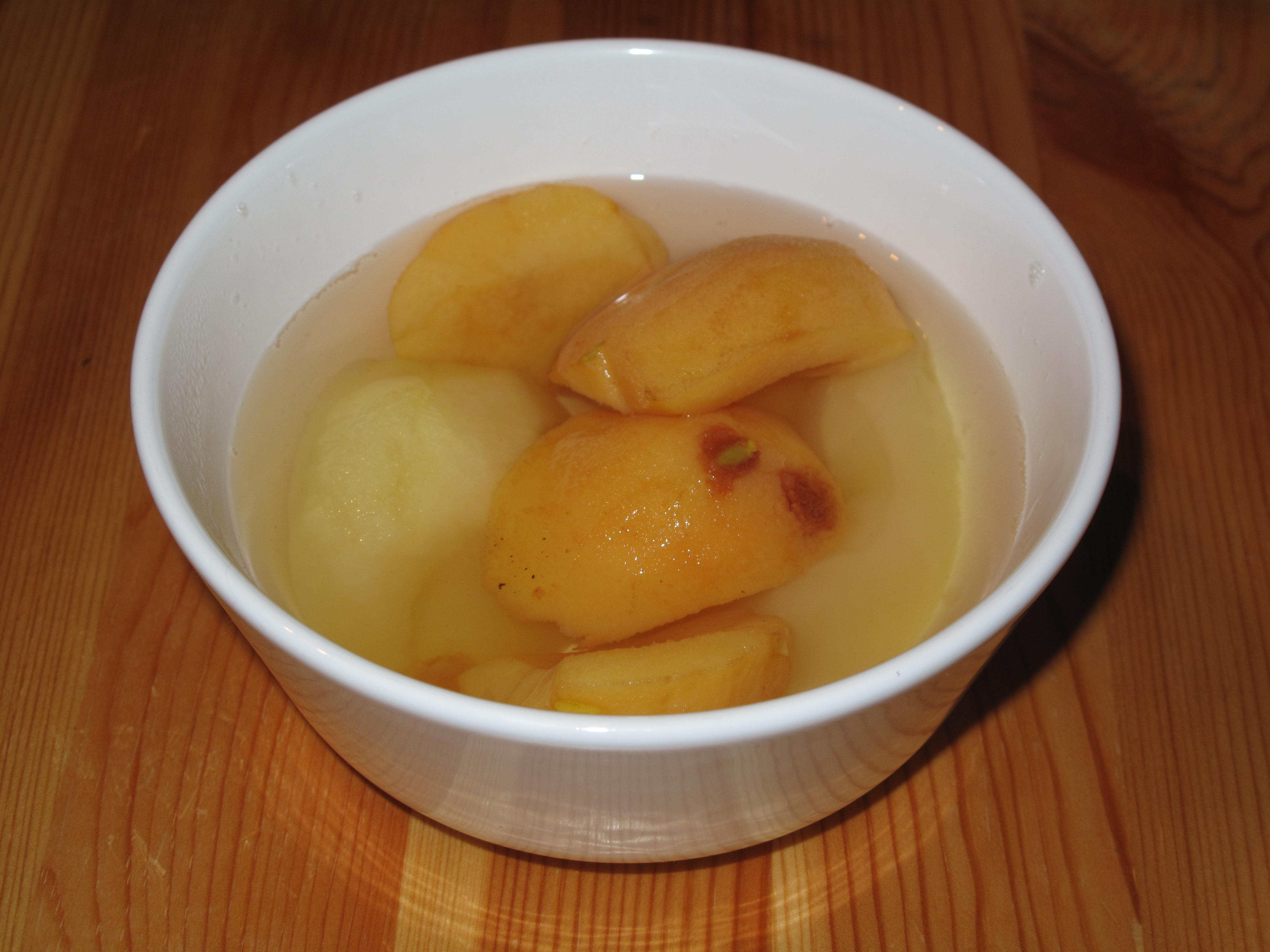
Kompot z jablek a kdoulí

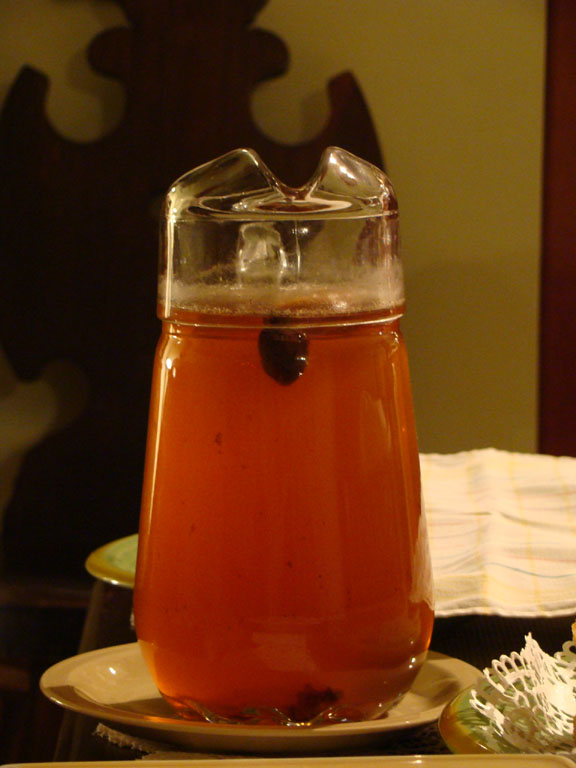
Kompot ze sušených švestek

Kompot označuje ovoce, které je žádoucím způsobem tepelně zpracované.

## Dělení
Kompoty bývají čerstvé nebo uskladněné ve sklenicích nebo v plechovkách. V plechovkách jsou zpravidla vyráběné ve velkovýrobnách. Do sklenic se ovoce umisťuje především při domácí výrobě pro jednoduchý postup. Čerstvý kompot není konzervován a je určen pro brzkou konzumaci.

## Výroba kompotu
Ovoce se dle druhu očistí a upraví. Jestliže se jedná o ovoce větší, je žádoucí ho rozřezat. Umístí se do hrnce, zalije se vodou s přidaným cukrem či umělými sladidly (je možné přidat i některé koření jako je například skořice nebo hřebíček) a vaří se až do doby požadované konzistence. Zpravidla tekuté s obsahem netekutých částí.

## Postup zavařování kompotu
Ovoce se očistí a naskládá do sklenice, která se zalije vodou. Je možné přidat požadované množství cukru nebo umělého sladidla pro diabetiky. Sklenice se pevně uzavře kovovým víčkem, které doléhá ke sklenici gumovým lemem. Umístí se do vhodné nádoby, kde se ohřívá na teplotu asi 85 °C a při této teplotě se drží asi 20 minut. Po této době by ovoce mělo být konzervované (pasterované) a dobře chráněné i několik let před faktory, které by ohrožovaly jeho kvalitu. Takto zavařené ovoce se označuje jako zavařenina.
Zda je zavařenina správně zavařená poznáme tak, že víčkem nelze pootočit, ve sklenici není pěna (po zpětném nasání vzduchu) a víčko není vyboulené (ve sklenici je podtlak).

## Konzumace
Čerstvý kompot se konzumuje za tepla a to pro zahřátí nebo za studena pro osvěžení. Je možné ho nadále zpracovávat například do dezertů nebo míchaných nápojů.